# Taphina dimidiata
Taphina dimidiata es una especie de insecto coleóptero de la familia Chrysomelidae.

## Distribución geográfica
Habita en Bodjo (islas Batu) y Siberut (Indonesia).